# Phaenolobus areolator
Phaenolobus areolator är en stekelart som först beskrevs av Constantineanu 1968.  Phaenolobus areolator ingår i släktet Phaenolobus och familjen brokparasitsteklar. Inga underarter finns listade i Catalogue of Life.